# 蘇塞尼鄉 (阿爾傑什縣)
44°42′45″N 24°57′30″E / 44.7124°N 24.9584°E
蘇塞尼鄉（羅馬尼亞語：Comuna Suseni, Argeș），是羅馬尼亞的鄉份，位於該國中南部，由阿爾傑什縣負責管轄，面積57平方公里，海拔高度254米，2007年人口3,149，人口密度每平方公里55人。